# Bandidus nigrifons
Bandidus nigrifons is een insect uit de familie van de mierenleeuwen (Myrmeleontidae), die tot de orde netvleugeligen (Neuroptera) behoort. 
Bandidus nigrifons is voor het eerst wetenschappelijk beschreven door Navás in 1923.